# استهوفن، فرانسه
استهوفن، فرانسه (به فرانسوی: Osthoffen) یک کمون در فرانسه با جمعیت ۷۹۵ نفر است که در Canton of Truchtersheim واقع شده‌است.